# 布氏高原鰍
布氏高原鰍（學名：Triplophysa brahui）為輻鰭魚綱鯉形目條鰍科高原鰍屬的其中一種。分布於亞洲巴基斯坦俾路支省赫爾曼德省淡水流域，體長可達10.7公分，棲息在溪流底層水域，生活習性不明。

## 扩展阅读
維基物種上的相關：布氏高原鰍